# Монастырь Ерменчич
Монастырь Ерменчич (серб. Манастир Јерменчић, Manastir Jermenčić — Армянский монастырь) — монастырь Тимокской епархии Сербской православной церкви, расположенный на горе Озрен в Сербии. Посвящён Архангелам Гавриилу и Михаилу. Согласно легенде обитель была основана армянами в 1392 году.

## История
В конце XIV в., на кануне битвы на Косовом поле армянский отряд, входивший в состав турецких войск и насчитывающий несколько тысяч человек, узнав, что им предстоит сражаться против христиан, покинули стан турок и перешли на сторону сербов. Оставшись в Сербии армянские воины основали поселение близ горы Озрен. Местность, на северо-западной части горы, где поселились армяне стала называться Ерменчич (армянская). Здесь же, в 1392 году появился основанный армянами одноимённый монастырь Ерменчич (армянский монастырь), который был очень богат и насчитывал до четырёхсот монахов.
Согласно другому преданию монастырь основали армянские монахи бежавшие от преследований турок, ещё одно предание говорит что монастырь основан монахами-синаитами за средства деспота Стефана Лазаревича.
В 1796 году турки сожгли и разрушили монастырь, а монахи бежали на Фрушка-Гору.
В 1806 году монастырь был восстановлен, и превращен в военную больницу, куда после Делиградской битвы привозили раненых солдат. В 1815 году монастырь Ерменчич снова подвергся разрушению, но предположительно в 1892 году — он вновь был восстановлен. В 1926 году монастырь разрушается. В разрушенном состоянии он остается вплоть до конца 80-х годов XX века, после чего его восстанавливают.
На сегодняшний день, от всего монастыря сохранилась лишь церковь Св. Гавриила и Михаила. Последняя не дейстствующая. Однако каждый год 26 июля, на праздник св. Архангела Гавриила в монастыре собирается большое количество людей.

## Расположение
Расположен на горе Озрен, на высоте 850 метров над уровнем моря, в 8(8.5) км от города Сокобаня. В его окрестностях монастыря есть три (четыре) источника питьевой воды, которые считаются целебными. Известно, что один исцеляет болезни глаз.